# 井上輝夫
井上 輝夫（いのうえ てるお、1940年1月1日 - 2015年8月25日）は、日本のフランス文学者、詩人、翻訳家。慶應義塾大学名誉教授。

## 略歴
兵庫県西宮市夙川生まれ。慶應義塾大学文学部仏文学科卒業。同大学大学院を経て、フランスのニース大学で博士号取得。弟弟子にル・クレジオがいた。留学時代にキリスト教に入信。慶應義塾大学経済学部助教授・教授を経て、慶應義塾大学湘南藤沢キャンパス（SFC）の新設に参画し、1990年同キャンパス総合政策学部教授。1999年から慶應義塾ニューヨーク学院長就任。2005年定年退職、名誉教授、中部大学人文学部教授。2010年、同大学を退職。
1961年、会田千衣子、岡田隆彦、吉増剛造、鈴木伸治とともに詩誌『ドラムカン』を創刊、詩人として活動した。吉増の第一詩集「出発」の序文を記している。慶應義塾大学中高等部の側にある「旅人かえらず」の詩碑の設置に関わった。西欧文化のみならず、アラブ文化・イスラームに敏感な横顔もあった。 
2015年8月25日、特発性肺線維症のため死去。75歳没。

## 家族
父の井上光二は童話を書いており、その童話をまとめた『草の芽 井上光二遺稿童話集』（発行者 井上輝夫、昭和61年）を刊行した。また、妹を戦災で失って悲しむ様子を、吉増剛造が書き留めている。

## 著書
詩集
- 『旅の薔薇窓』（書肆山田） 1975
- 『夢と抒情と』（思潮社） 1979
- 『秋に捧げる十五の盃』（書肆山田） 1980
- 『冬ふみわけて』（ミッドナイト・プレス） 2005
- 『青い水の哀歌』（ミッドナイト・プレス） 2015

エッセイ、論文
- Une poetique de l’ivresse chez Charles Baudelaire : ; essai d’analyse d’apres Les paradis artificiels et Les fleurs du mal. France Tosho, 1977 （『ボードレールにおける陶酔の詩学』フランス図書）
- 『聖シメオンの木菟 : シリア・レバノン紀行』（国書刊行会） 1977　　のちミッドナイト・プレスから新版 2018
- 『詩想の泉をもとめて ケンブリッジ、ニューヨーク、福江島まで』（慶應義塾大学出版会） 2011
- 『詩心をつなぐ 井上輝夫詩論集』（慶應義塾大学出版会） 2016

### 共編著
- 『ユトリロと古きよきパリ』（横江文憲, 熊瀬川紀共著、新潮社、とんぼの本） 1985
- 『草の芽 井上光二遺稿童話集』（発行者 井上輝夫、私家版） 1986
- 『メディアが変わる知が変わる ネットワーク環境と知のコラボレーション』（梅垣理郎共編、有斐閣） 1998

## 翻訳
- 『流謫者ボードレール 生涯と作品』（マルセル・A・リュフ、青銅社） 1977
- 『詞華集』（小浜俊郎, 田中淳一, 立仙順朗共編訳、国書刊行会、フランス世紀末文学叢書 13） 1985
- 『千夜一夜物語 ガラン版』（国書刊行会、バベルの図書館 24） 1990
- 『最後の宴の客』（ヴィリエ・ド・リラダン、釜山健共訳、国書刊行会、バベルの図書館 29） 1992
- 『21世紀の戦争 「世界化」の憂鬱な顔』（イグナシオ・ラモネ、以文社） 2004
- 『新編バベルの図書館 4 フランス編』（川口顕弘, 釜山健, 田辺保, 渡辺一夫, 平岡昇共訳、国書刊行会） 2012
- 『新編バベルの図書館 6 ラテンアメリカ・中国・アラビア編』（内田吉彦, 由良君美, 中野美代子, 牛島信明, 鼓直共訳、国書刊行会） 2013